# کابا-زاکورا
کابا-زاکورا (به ژاپنی: カバザクラ) نام علمی (Cerasus sacra (Miyoshi) H.Ohba) یک نوع درخت ساکورای باغی است که از پیوند یاما-زاکورا و ادوهیگان به وجود آمده‌است. شکوفهٔ آن ۵ گلبرگ دارد. رنگ آن از صورتی مایل به سفید تا صورتی کم رنگ متغیر است. 